# Józef Kidoń
Józef Kidoń (ur. 9 marca 1890 w Rudzicy, zm. 10 marca 1968 w Warszawie) – polski malarz-portrecista.

## Życiorys
Jego ojcem był Franciszek Kidoń, a matką Matylda z domu Kermel. W roku 1910 rozpoczął studia malarstwa w lwowskiej Wolnej Akademii Sztuki u Stanisława Kaczora Batowskiego i Ludwika Kwiatkowskiego. Podczas I wojny światowej został zmobilizowany i jako oficer armii austriackiej w okolicach Triestu wykonywał rysunki dla prasy. Po wojnie powrócił do Lwowa, a w 1922 przeniósł się do Warszawy, gdzie zdobył popularność jako malarz-portrecista warszawskich elit.
Pierwszą indywidualną wystawę miał w Towarzystwie Zachęty Sztuk Pięknych we Lwowie w 1921, drugą w marcu-kwietniu 1926 roku w Miejskiej Galerii Sztuki w Łodzi, trzecią w Katowicach (1927), po której przeprowadził się do tego miasta i gdzie pozostał do roku 1939, i czwartą ponownie w Łodzi w marcu 1930. W Katowicach poznał działacza śląskiego Stanisława Ligonia. W kwietniu 1929 został zarejestrowany Związek Zawodowy Artystów Plastyków na Śląsku, w którym Ligoń został prezesem, a Kidoń członkiem zarządu. Związek liczył około 40 artystów. Również na Śląsku Kidoń zajmował się portretowaniem osób z kręgu elit, m.in. wojewody Michała Grażyńskiego.
W 1939 wyjechał do Lwowa. Wiosną 1939 przebywał w Stanisławowie. Okres II wojny światowej spędził częściowo w Warszawie, częściowo w Krakowie. W roku 1949 zamieszkał w Warszawie. Uczestniczył w wystawach grupy Niezależnych. W 1956 był jednym z członków założycieli Ogólnopolskiej grupy „Zachęta”.

## Życie prywatne
Był dwukrotnie żonaty: z Teofilą Kopanicką, rzeźbiarką ze Stanisławowa, z którą miał córkę (ślub w 1922) i z Julią Grabek z Krakowa (ślub w 1953). Zmarł 10 marca 1968 roku i pochowany został na warszawskich Powązkach.

## Inne informacje
W kwietniu 2009 roku, na bazie własnych zbiorów oraz obrazów ze zbiorów prywatnych (w sumie 65 prac), Muzeum Historii Katowic urządziło wystawę indywidualną prac Józefa Kidonia autorstwa Eweliny Krzeszowskiej.